# Vrijzinnige Partij
De Vrijzinnige Partij was een Nederlandse politieke partij die op 14 november 2014 te Amersfoort werd opgericht door oud-50PLUS Tweede Kamerlid Norbert Klein. De partij kwam voort uit de afgesplitste fractie lid-Klein.

## Voorgeschiedenis
In 2012 kwam Klein namens 50PLUS in de Tweede Kamer. Na het vertrek van Henk Krol in 2013 nam Klein de functie van fractievoorzitter over.
Op 28 mei 2014 werd Martine Baay-Timmerman, de opvolgster van Krol, door Klein uit de Tweede Kamerfractie van 50PLUS gezet. Hierop zegde het hoofdbestuur van 50PLUS het vertrouwen in Klein op. Hij weigerde zijn zetel op te geven en bleef daarom conform de reglementen van de Tweede Kamer nog steeds de fractievoorzitter van 50PLUS. De partij zelf achtte Baay-Timmerman echter als degene door wie zij wordt vertegenwoordigd. Hierop besloot het bestuur van de Tweede Kamer dat er twee fracties 50PLUS in de kamer bleven: 50PLUS/Baay-Timmerman en 50PLUS/Klein. Het partijbestuur was voornemens Klein te royeren.
Op 12 juni zegde Klein zelf zijn partijlidmaatschap op. Klein werkte als Kamerlid samen met toenmalig Eerste Kamerlid Kees de Lange (Onafhankelijke Senaatsfractie, verkozen via samenwerking met 50PLUS). Op 13 november 2014 maakte Klein bekend als zelfstandig Kamerlid verder te gaan zonder associatie met 50PLUS. Een dag later deponeerde hij de akte van oprichting van de Vrijzinnige Partij die op 9 december publiekelijk gelanceerd werd.  Er kwam een werkprogramma met als titel "Vrijzinnig Verbindend Perspectief".

## Provinciale Statenverkiezingen 2015
Tijdens de Provinciale Statenverkiezingen 2015 nam de partij deel in de provincies Gelderland, Utrecht en Zuid-Holland, met als doel de provincies als overbodige bestuurslaag op te heffen. Er werden geen zetels gewonnen.
| Provincie    | Stemmen | %    |
| ------------ | ------- | ---- |
| Gelderland   | 706     | 0,09 |
| Utrecht      | 605     | 0,12 |
| Zuid-Holland | 787     | 0,07 |

## Tweede Kamerverkiezingen 2017
Op 27 december 2016 presenteerde de partij een conceptverkiezingsprogramma, voor de Tweede Kamerverkiezingen 2017 met de titel "Fix the basics", wat later bij de definitieve versie werd hernoemd naar "De basis op orde". Belangrijkste speerpunt van de partij is de invoering van een onvoorwaardelijk basisinkomen. Norbert Klein werd gekozen als lijsttrekker, nummer twee op de lijst was Marie-Louise Loomans.
Bij de Tweede Kamerverkiezingen haalde de Vrijzinnige Partij 2.938 stemmen (0,03%).

## Tweede Kamerverkiezingen 2021 en opheffing
De partij besloot in september 2020 niet deel te nemen aan de Tweede Kamerverkiezingen in maart 2021. Bij een ledenraadpleging bleek 81% de voorbereidingen voor de deelname te willen staken. Naar eigen zeggen ontbrak het de partij aan de noodzakelijke voorwaarden (financiën, organisatie en een sterk draagvlak) om zetels te kunnen winnen.
Op 2 juni 2021 besloot de Vrijzinnige Partij om te stoppen als politieke partij en verder te gaan als vrijzinnig progressief netwerk Podium Vrijplaats. Dit kreeg per 21 juni gestalte. Norbert Klein overleed ruim een maand later op 31 augustus.